# Anthony van Dyck
Sir Anthony van Dyck (Anthonis van Dyck) (ejtése hollandosan: [antónisz fan dejk], angolosan: [entoni ven dájk]), (Antwerpen, 1599. március 22. – London, 1641. december 9.) flamand festő. Peter Paul Rubens tanítványa és segítőtársa, majd udvari portréfestő I. Károly angol király udvarában. Keresztnevének ismert változatai: az angolos Anthony [entoni], a latinos Anthonis [antónisz], a franciás Anthonie [antoni], a németes Anton [Anton] és az eredeti flamand Antoon [antón].

## Életpályája

### Tanulóévei
Van Dyck Antwerpenben született, jómódú családban. Tehetsége korán megmutatkozott, és 1609-re már Hendrick van Balennél tanult festészetet. 1615 körül vált független festővé, és közös műhelyt állított fel a még nála is fiatalabb ifj. Jan Brueghellel. Tizenöt éves korára már magasan kvalifikált, rutinos művész volt, amit 1613–14 közt datált önarcképe is mutat. 1618 februárjában felvették szabad mesternek az antwerpeni Szent Lukács-festőcéhbe. Néhány év múlva már Antwerpen és egész Észak-Európa fő segéde volt. Így Peter Paul Rubensé is, aki sokszor alkalmazott művészeket alvállalkozónak óriási műhelyében. Roppant nagy hatással volt a fiatal művészre. Rubens így hivatkozott a tizenkilenc éves fiatal művészre: „embereim legjobbja.” Kapcsolatuk eredete és igazi mivolta nem tisztázott. A feltételezések szerint Van Dyck már 1613-tól Rubens embere volt, mivel még korai munkái sem mutatnak Van Balen-stílusnyomokat, de erre nincs egyértelmű bizonyíték. Ugyanakkor Rubens dominanciájával a kicsi és hanyatló Antwerpenben érthető, hogy Van Dyck pályája nagy részét külföldön futotta be, és csak időszakonként tért vissza szülővárosába. 1620-ban például Rubens Antwerpen jezsuita templomának (mára megsemmisült) falfestményeire vonatkozó, a főtanács és közte létrejött szerződésben Van Dyck megjelölése: a szakember, aki a Rubens-tervek festését elvégzi.

### Utazásai
1620-ban Buckingham hercege öccsének buzdítására utazott Van Dyck első alkalommal Angliába, I. Jakab angol király udvarába. Itt Rubens műhelyében dolgozott az angol királyi udvarnak, 100 font javadalmazásért. Londonban, Thomas Howard Arundel grófja gyűjteményében látta meg először Tiziano munkáit, akinek színkezelése és szubtilis modellezési formája átható erejűnek bizonyult, új stílusnyelvvel gazdagította a rubensi szerkesztési oktatást.
Úgy négy hónap múlva visszatért Flandriába, de 1621-ben tovább is utazott Itália földjére. Hat évig maradt ott, hogy az itáliai mestereket tanulmányozza, és sikeres portréfestőként megkezdje karrierjét. A konzekvencia emberének tüntette fel magát, ami idegesítette a Rómában letelepült inkább bohém északi művészkolóniát, amint Xerxes pompájába illő megjelenésével viselkedése is inkább nemesi volt, mint egyszerű emberé, gazdag kiegészítőivel. Van Dyck a Rubens körüli nemességhez szokott, természet adta emelkedett gondolkodása volt, és vágyott a megkülönböztetettségre, ezért selymeket és tollas, brossos kalapot hordott – mellkasán keresztben aranyláncot viselt, és szolgákkal vette körül magát.
Főleg Genovában tartózkodott, bár átutazott távoli városokba, így töltött némi időt a szicíliai Palermóban is. A genovai arisztokrácia számára prosperitásuk megkoronázásaként kifejlesztett egy egész alakos portréstílust, Veronese, Tiziano és Rubens stílusában. Így szokatlanul magas, méltóságteljes alakok néznek le fensőbbséggel a szemlélődőre. 1627-ben öt évre visszatért Antwerpenbe. Nyájas hangulatú portrékat festett flamand patrónusai számára, a lehető legstílusosabb külsővel. Életnagyságú csoportképet festett Brüsszel huszonnégy városi tanácsosával a városháza termeibe szánva, ez sajnos 1695-ben megsemmisült. Természetesen megnyerő modorral viszonyult patrónusaihoz, és Rubenshez hasonlóan kitűnően el tudott elegyedni az arisztokrata és udvari körökben, ami megnövelte megbízáshoz jutási lehetőségeit. 1630-ban Izabella főhercegnőnek, Flandria Habsburg uralkodójának udvari festőjeként említik.
Ebben az időszakban vallásos munkái is voltak, beleértve több nagy oltárképet, és a nyomtatásba is belefogott.

### I. Károly udvarában
I. Károly volt a legszenvedélyesebb és legnagylelkűbb műgyűjtő az angol uralkodók között, és a művészetet úgy tekintette, mint a monarchia grandiózus szemléletének egy kifejezőeszközét. 1628-ban a mantovai Gonzágák unszolására mesés gyűjteményt volt képes összevásárolni, és 1625-ös trónra lépésétől fogva azon volt, hogy vezető külföldi festőket hozzon Angliába. 1626-ban meg tudta győzni Orazio Gentileschit, hogy letelepedjen Angliában, akinek később lánya, Artemesia, majd néhány fia is csatlakozott hozzá. Rubens különösen fontos célként lebegett szeme előtt, aki végül diplomáciai küldetésben érkezett 1630-ban, és magával vitt néhány festményt is, amit aztán több másik is követett Antwerpenből. Igen jó körülmények között telt a kilenc hónapos vizit. Ekkor ütötték lovaggá. Károly udvari portréfestője Daniel Mytens szegről-végről flamand volt. Károly nagyon alacsony volt (alig érte el a 150 centimétert), így kihívást jelentett a portréfestőknek.

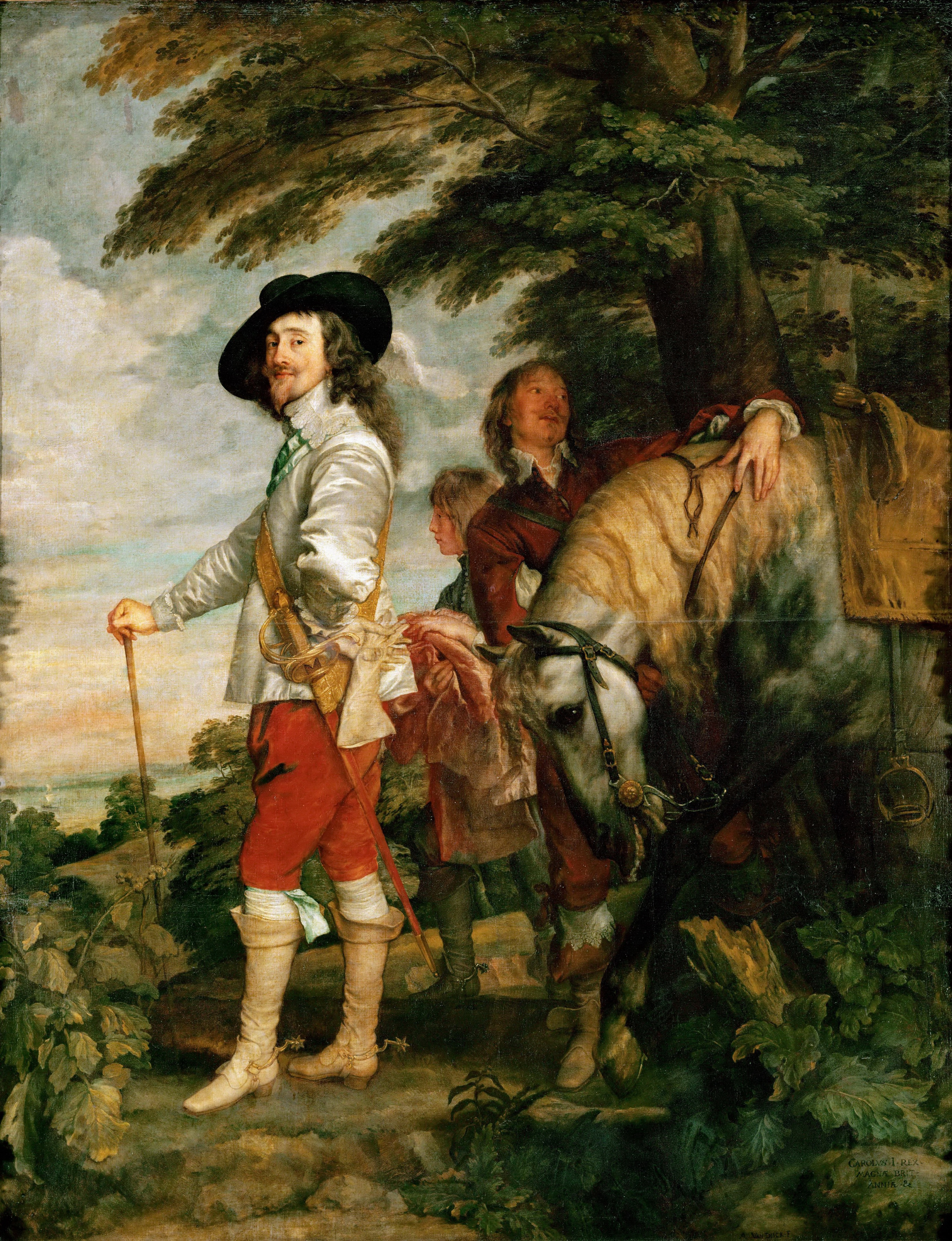
I. Károly angol király, (1635; Louvre)

Van Dyck kapcsolatban maradt az angol udvarral, és segített Károly ügynökeinek a képek utáni kutatásban. Saját munkát is küldött, beleértve önarcképét Endymion Porterrel (1623), egy mitológiai jelenetet (Rinaldo és Armida, 1629, jelenleg a Baltimoore Művészeti Múzeumban látható), és vallásos témájú munkákat a királynő számára. 1632-ben lefestette Károly lánytestvérét, a cseh Erzsébetet Hágában. Az év áprilisában visszatért Londonba, az udvar azonnal szárnyai alá vette, lévén lovag és 200 fontos évi javadalmazás tulajdonosa, megbízott festő őfelsége szolgálatában. Jól megfizették képeiért, legalábbis elméletben, mivel Károly öt évig semmi juttatást nem adott az évi illetményen felül, és sok képének árát is lecsökkentette. Blackfriarban, a folyóparton biztosítottak számára egy házat, majd a városon kívül, így megkerülve a festők céhét. Az Eltham-kastély egy szobasorát is megkapta, amelyet a királyi család már nem használt többé. Blackfriarsi műtermét gyakran látogatta a király és a királyné (később külön megközelítési útvonalat biztosítottak számukra a bejutás megkönnyítésére), aki nem is igen ült modellt más festők számára Van Dyck életében.
Angliában gyors karriert futott be. Mindjárt az elején nagy számú portrét festett a király, Henrietta Mária királyné és gyermekei számára. Sok portrét több variációban is elkészített. Diplomáciai ajándéknak szánták a király sokasodó támadói miatt fontossá vált támogatói számára. Becslések szerint összesen mintegy negyven portrét festett magának a királynak, harmincat a királynénak, kilencet Strafford hercegének és számos portrét egyéb főuraknak. Ugyancsak sok udvari képet festett, magát és kedvesét, Margaret Lemont is megörökítette. Angliában stílusának egy újabb variációját fejlesztette ki, mely nyugodt eleganciát és könnyedséget mutatott, a bagatellizált fenség érzésével alanyain. Ez aztán az angol portréfestészet modorában a 18. század végéig dominált. Ezek közül sok portré buja növényzetű tájképháttérrel lett megfestve. Károlyt lóháton ábrázoló portréja felülmúlja Tiziano V. Károly portréját. Még ennél is eredetibb és hatásosabb a Louvre-ban látható I. Károly portréja (1635) „vadászat közben éppen most szállhatott le a nyeregből, páratlan elegancia, megfellebbezhetetlen tekintély, magas kultúra légkörét árasztja. Látszik: nagy pártfogója a művészeteknek, valóban a királyok Isten rendelte jogán uralkodik. Nem csoda, hogy nagy becsben állt az udvarnál az olyan festő, aki érzékeltetni tudta mindezt képein.” Kapott is Van Dyck annyi megrendelést, hogy éppen úgy, mint Rubens nagy műhelyet kellett fenntartania, s ott sok segédet foglalkoztatott, sokszor még a fej kidolgozását is munkatársaira hagyta, de ez semmit nem von az ő festészeti értékéből, mindenkinél többet tett azért, hogy megismerjük a nagyúri könnyedséget, a kékvérű nemesség életformáját. Jóllehet portréi a klasszikus Cavalier stílust és öltözetet adják vissza, gyakorlatilag legfontosabb főúri patrónusai, például Lord Wharton; Bedford, Northumberland és Pembroke hercege, a parlamentáris oldalra kerültek a röviddel halála után kitörő angol polgárháború során.

### Késői évei
Van Dyck „honosodott külföldi”, gyakorlatilag angol polgár lett 1638-ban, és elvette Maryt, Lord Ruthven lányát, egy ladyt 1639–40 közt. A király is szorgalmazta ezt a házasságot, hogy megkísérelje Angliában tartani a művészt. Az 1634-es év nagy részét Antwerpenben töltötte. A következő évben visszatért, majd az 1640–41-es évet is Flandriában és Franciaországban töltötte. 1641-ben újra elutazott, de Párizsban súlyosan megbetegedett és sietve visszatért Londonba, ahol röviddel ezután elhunyt, blackfriarsi házában. Két lánya maradt árván feleségétől, fiatalabbik lánya mindössze 10 naposan. Mindkettőjükről gondoskodott, akik Flandriában éltek tovább.
A Szent Pál-székesegyházban temették el, ahol a király szobrot emeltetett tiszteletére, e felirattal:

„Antony visszatért Angliába, és röviddel utána, Londonban elhunyt. Jámbor lelke egyesült Istennel, jó katolikusént, az Úr 1641. évében. A Szt. Pál katedrálisban temették el, a király, az udvar mély fájdalmára, és a festményimádók egekig ható siralmára. Minden gazdagsága ellenére kevés vagyont hagyott, mindent nagyszabású módon költve, hogy tűnt inkább hercegnek mint festőnek.”

## Jelentősége
Holbein részleges említése mellett Van Dyck és kortársa, Diego Velázquez voltak az első festők, akik tehetségük folytán udvari portréfestők lettek. A nála kissé fiatalabb Rembrandt van Rijn egy ideig ugyancsak portréfestőként dolgozott. A zsánerkép portréfestészeti hierarchiának kortárs teóriájában munkáik az összesnek relatíve kis részét képviselik, a velük töltött idővel összevetve (ami abszolút értékben számos azért). Például Rubens csak közvetlen környezetében festett portrét, de Európa legtöbb udvarának dolgozott, anélkül, hogy szorosabban kapcsolódott volna egyikükhöz is.

## Művei

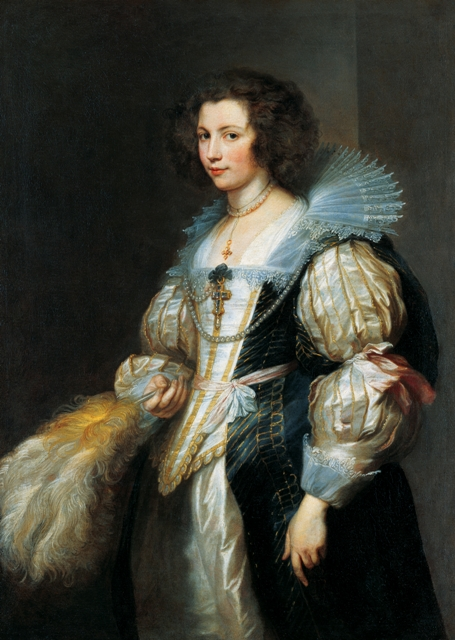
Marie-Louise Tassis arcképe (Lichtenstein-gyűjtemény, Vaduz)

Több ok miatt a 17. században nagyobb igény mutatkozott a portrék iránt, mint bármely más műfaj után. Van Dyck megpróbálta rávenni Károlyt, hogy a fehérház bankettermének díszítésére a térdszalag rend történetét ábrázoló nagyszabású sorozatokkal bízza meg. A terem mennyezetét korábban Rubens óriási mennyezetfestményekkel díszítette – amiket Antwerpenből küldött.
Egy fal tervrajza maradt meg, de 1638-ra Károly szűkös büdzséje nem tette lehetővé a munkák folytatását. Ilyen problémája nem volt Velazqeznek, ugyanúgy Van Dyck mindennapjai nem voltak triviális udvari kötelezettségekkel tele, ahogy Velazquezé. Párizsi látogatásai alkalmával, utolsó éveiben Van Dyck megpróbált elnyerni egy megbízást a Louvre nagy galériájának kifestésére, eredménytelenül.
Fennmaradt Van Dyck történelmi festményeinek egy listája, melyet Belliori készített, Sir Kenelm Digby információira támaszkodva. Ismereteink szerint ezek egyetlen darabja sem maradt fenn, bár a királynak készült Erosz és Psziché igen. Sok más munkája azonban látható. Ezek inkább vallási, mint mitológiai témájúak, és bár nagyon szép művek, nem érik el Velasquez történelmi vásznainak szintjét. Korai művei inkább Rubens stílusát mutatják, bár van köztük néhány rendkívül egyéni szicíliai képe.
Van Dyck portréi természetesen hízelgőbbek, mint Velasquezéi. Mikor Sophia, később Hannover választófejedelem asszonya, 1641-es hollandiai száműzetésében ezt írta: „Van Dyck csinos portréi minden angol női szépség gyönyörű érzetét keltik bennem. Úgyhogy meglepődve tapasztaltam, hogy a királyné, aki gyönyörű a festményen, igenis alacsonynak tűnt, amint felemelkedett székéből, hosszú vékony karjaival és védelmi fegyvernek beillő fogaival a szájában… ”  Ebből kiderül, Van Dyck olyannak festette az angol arisztokratákat, amilyeneknek ők magukat láttatni szerették volna, ez azonban nem ellenkezett a festő természetével, aki saját arisztokratikus magatartásával közéjük tartozónak érezte magát.
Néhány kritikus Van Dycknek tulajdonítja, hogy a stílus a már kialakult, nehézkes angol portréfestési tradíciótól – legfontosabb képviselőik William Dobson, Robert Walker és Issax Fuller – egy természetesen elegáns lágyság felé tért el Van Dyck követőinek kezében, ezek például Lely vagy Kneller. Mondván, a konvencionális nézőpont mindig kedveltebb volt: „Ahogy Van Dyck idejött, elterjesztette az arcfestést. Innentől fogva… noshát, Anglia magasan kiemelkedett a festészet ezen ágában.”
A hagyomány szerint Thomas Gainsborough halálos ágyán azt mondta: " mindannyian a mennybe megyünk és Van Dyck lesz társunk."
Egész kevés, Angliában készült tus és akvarelltájkép maradt fenn, ami viszont fontos szerepet játszott a flamand vízfestéses tájkép tradíciójának Angliába exportálásában. Néhány, talán csak tanulmány festményei számára, de sokat szignózott és datált, és valószínűleg befejezett munkaként kezelt majdani ajándék gyanánt. Rye, a kontinens kikötője az egyik legrészletesebb köztük, ami azt mutatja, hogy Van Dyck alkalmanként fogott neki jó szélre vagy áradásra várva.

## Nyomatok
Itáliából visszatérve, antwerpeni időszaka alatt kezdhetett bele az ikonográfiába. Ennek eredménye nagy számú nyomatsorozat lett – kitűnő kortársak félalakos portréival. Rajzokat is készített és tizennyolc portrét maga vésett meg. Briliáns módon jelölte a fej és az alak fő vonalait a vésnök számára. Gyors munkáiban megjelenik minden nagysága, amit a művészetben valaha elért.
Mégis, a sorozatokat teljesen megrajzolva adta át a míveseknek, akik mindent rajzai után véstek meg. Saját vésései valószínűleg csak halála után kerültek nyilvánosságra, ebben a korai állapotok nagyon ritkák. Nyomólapjai csak munkája befejeztével kerültek nyomtatásra, némelyiküket hozzáadott véséssel továbbfejlesztették, néha elhomályosítva az ő véseteit. Van Dyck folytatta nyomatok készítését egészen Angliába való elindulásáig és valószínűsíthető, hogy az Inigo Jonest már londoni tartózkodása során készítette el.
A sorozat nagy sikert aratott, de egyetlen próbálkozása volt a nyomtatás területén. Portréi jövedelmezőbbek lehettek, és állandó kötelezettségei voltak. Halálakor nyolcvan nyomólemezt tartottak számon, ötvenkettőt más művésztől, és tizennyolc saját vésésűt. Kiadók vették meg, és időnként újra munkálták az évszázadok során megkopott nyomólemezeket. További sorozatok is hozzáadódtak a késő 18. századból. A Calcographie du Louvre vette meg őket, 1851-ben.
Az ikonográfia nagy hatással volt más művekre mint a reproduktív nyomatkészítés kereskedelmi modellje. A mára elfeledett portrényomat sorozatok borzasztó népszerűek voltak egészen a fotográfia megszületéséig: „Ezeknek a sorozatoknak a fontossága abban rejlett, hogy a képek óriási repertoárját nyújtották, jórészt a portréfestőket fosztva meg vele… szerte Európában több évszázad során”. Van Dyck briliáns kontúrstílusa, ami a nyitott vonalakon és pontokon állt, éles kontrasztban volt a kor másik nagy portréfestője, Rembrandt munkáival. A 19. századig kellett várni, hogy feltűnjön értéke. A portréfestészet utolsó fő fázisának festőire, mint Whistler viszont nagy hatást gyakorolt. 
Hyatt Mayor írja: „A vésnökök mindig is tanulmányozták Van Dycket, remélve, hogy megéreznek valamit a briliáns direktségéből, jóllehet senki sem remélheti, hogy akárcsak megközelíti egy Rembrandt komplexitását.”

## Műhelye

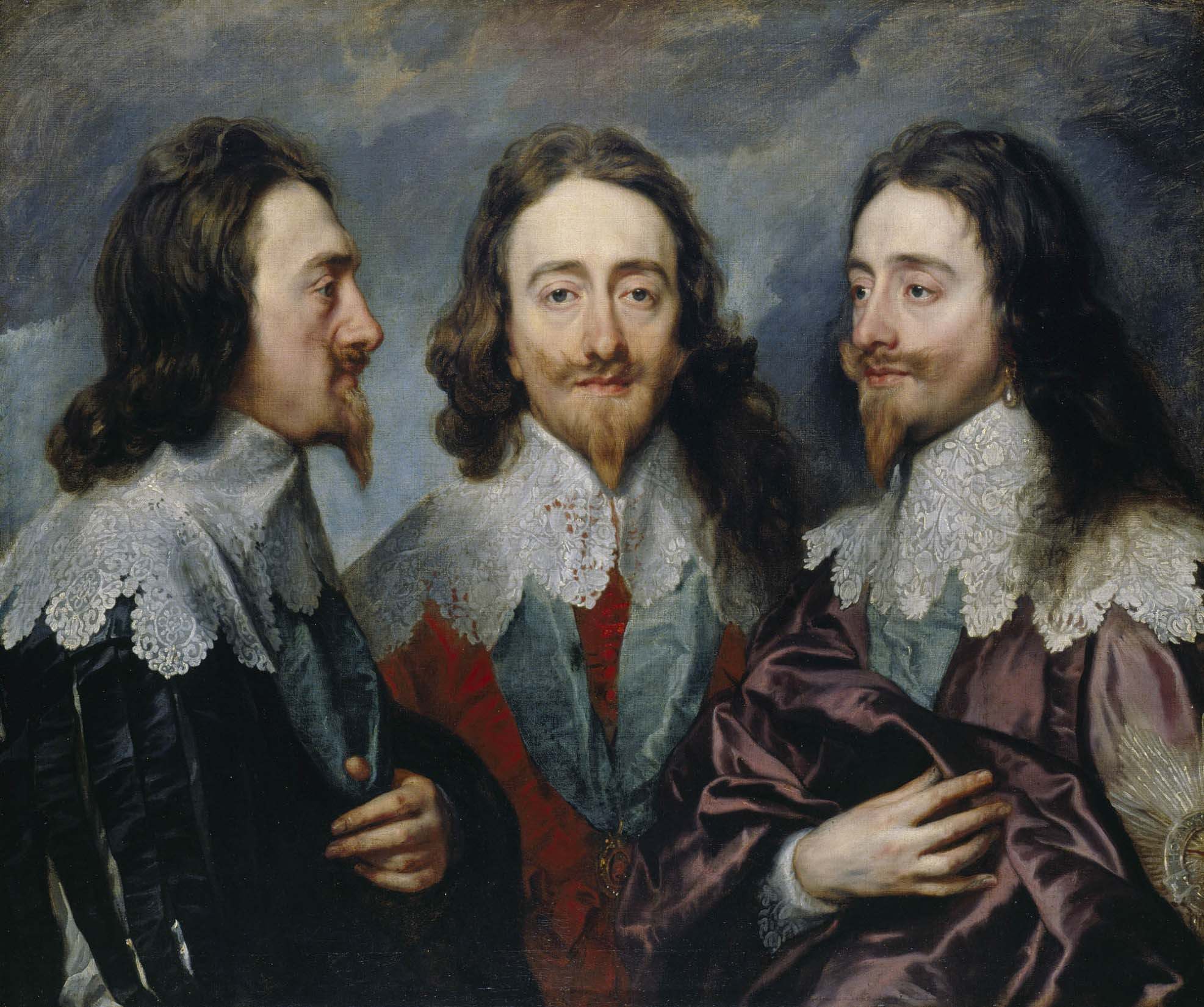
I. Károly hármas portréja (1635-36; Royal Art Collection, London)

I. Károly hármas portréja Rómába ment Giovanni Lorenzo Bernininek, hogy modellként szolgáljon egy mellszoborhoz. Bernini nagy sikere hajtotta Van Dycket, hogy nagy műtermet vezessen Londonban, egy stúdiót, amely a portrék valóságos gyártósora volt. A látogatók szerint Van Dyck általában csak a rajzot készítette el papíron, amit aztán a segédek a vásznon felnagyítottak. A fejet festette maga. A ruházat a stúdióra maradt és gyakran kiküldték specialistáknak. Utolsó éveiben ez a stúdiómunka minőségi hanyatlásnak indult. Sok darabhoz nem is nyúlt, vagy csak képletesen. Ezeket a műhely vagy profi másolók, későbbi festők készítették el. A neki szignált képek száma a 19. századra óriási méreteket öltött. Ahogy Rembrandt, Tiziano vagy mások művei is. Persze a legtöbb segéd vagy másoló meg sem közelíti finom stílusát, így a többi mesterhez képest a művészettörténészeknek relatíve könnyű beazonosítani saját munkáit. A múzeumi címkézés mára nagyrészt korszerűsödött (a vidéki témájú képek eredete kétes némely esetben). A kevés név szerint ismert segédje mind flamand volt. Valószínűleg szívesebben foglalkoztatott tapasztalt flamandokat, mivel nem létezett hasonló angol oktatás. Az angol művészetre gyakorolt óriási hatása nem tanítványai által öröklődött tovább. Gyakorlatilag nincs dokumentálva semmilyen mértékű kapcsolat a stúdió és bármely angol festő közt.
Van Dyck sok férfiportrét készített, figyelmet érdemelnek az I. Károlyt, vagy saját magát, akkoriban divatos, rövid szakállal ábrázoló portréi. Következményképp ezt a fajta szakállt később – először talán Amerikában, a 19. század során –, angolos ejtéssel, vandycke szakállra keresztelték. 
III. György uralkodása alatt az eredeti „Cavalier” jelmezek, avagy Van Dycke kosztüm volt felkapott. Gainsborough Kék fiúja is ilyet visel. 
A Van Dyck-barna olajfesték színt róla nevezték el, és Van Dyke-féle korai fényképnyomtatási folyamatban ugyanezt a színt használták.

## Művei gyűjteményekben
Minden nagy múzeumi gyűjteménynek van legalább egy Van Dyck képe, de érthetően a legtöbb festmény a brit uralkodócsalád Királyi Gyűjteményében található, ami még mindig sok királyi családot ábrázoló képet foglal magában. A londoni Nemzeti Galériában (tizennégy mű), a Művészeti Nemzeti Galériában, Washington, D.C. és a Frick Gyűjteményben (New York) gyönyörű példákat találunk portréstílusa alakulásának minden fázisából, a müncheni Alte Pinakothekben több mint harminc képe található.
A budapesti Szépművészeti Múzeum őrzi Házaspár képe, Férfiképmás és Szent János evangélista c. képeit és az Ikonográfia két lapjához készített portrékat. 2018 végén a múzeum vásárolt még egy képet a művész alkotásai közül. Ez Mária angol hercegnőt ábrázolja esküvője alkalmából.

## Névváltozatok
Eredetiben, flamandul "van Dijck", "IJ" digrammával. Az Anthony a flamand Anthonis vagy Antoon megfelelője – Anthonie, Antonio vagy Anthonio az olasz nyelvben. Franciául gyakran Antoine, Angolban a nagybetűs Van terjedt el az utóbbi évtizedben (pl. Waterhouse használja), de Dyke volt használatban életében és azt követően.